# Opel Corsa E
La Opel Corsa E è la quinta generazione della Opel Corsa, un'utilitaria del segmento B prodotta dalla casa automobilistica tedesca Opel dal 2014 al 2019. 
Così come per la Corsa D che va a sostituire, la sigla E non fa parte della denominazione ufficiale, ma serve ad indicare e contraddistinguere appunto la quinta generazione di questo modello dalle altre. Questa è stata l'ultima Corsa progettata e realizzata sotto la gestione General Motors.

## Storia e profilo

### Debutto
Frutto del progetto 4500, la Corsa E è stata realizzata a partire da scocca e base meccanica della precedente generazione: la bontà del progetto della Corsa D, unita alle difficoltà croniche che la recessione automobilistica ha portato durante i precedenti cinque anni di crisi economica, ha spinto i progettisti a risparmiare in fase di progettazione e sviluppo. La Corsa E è stata svelata per la prima volta in anteprima alla stampa nel giugno del 2014. In tale occasione sono state scattate le foto di rito e diffuse in rete e su carta, cosicché in breve l'aspetto definitivo della vettura è divenuto di pubblico dominio. La presentazione ufficiale al pubblico si è avuta invece al Salone di Parigi tenutosi dal 4 al 19 ottobre. In occasione della kermesse parigina, madrina per il nuovo modello è stata la top model Claudia Schiffer.

### Design esterno ed interno

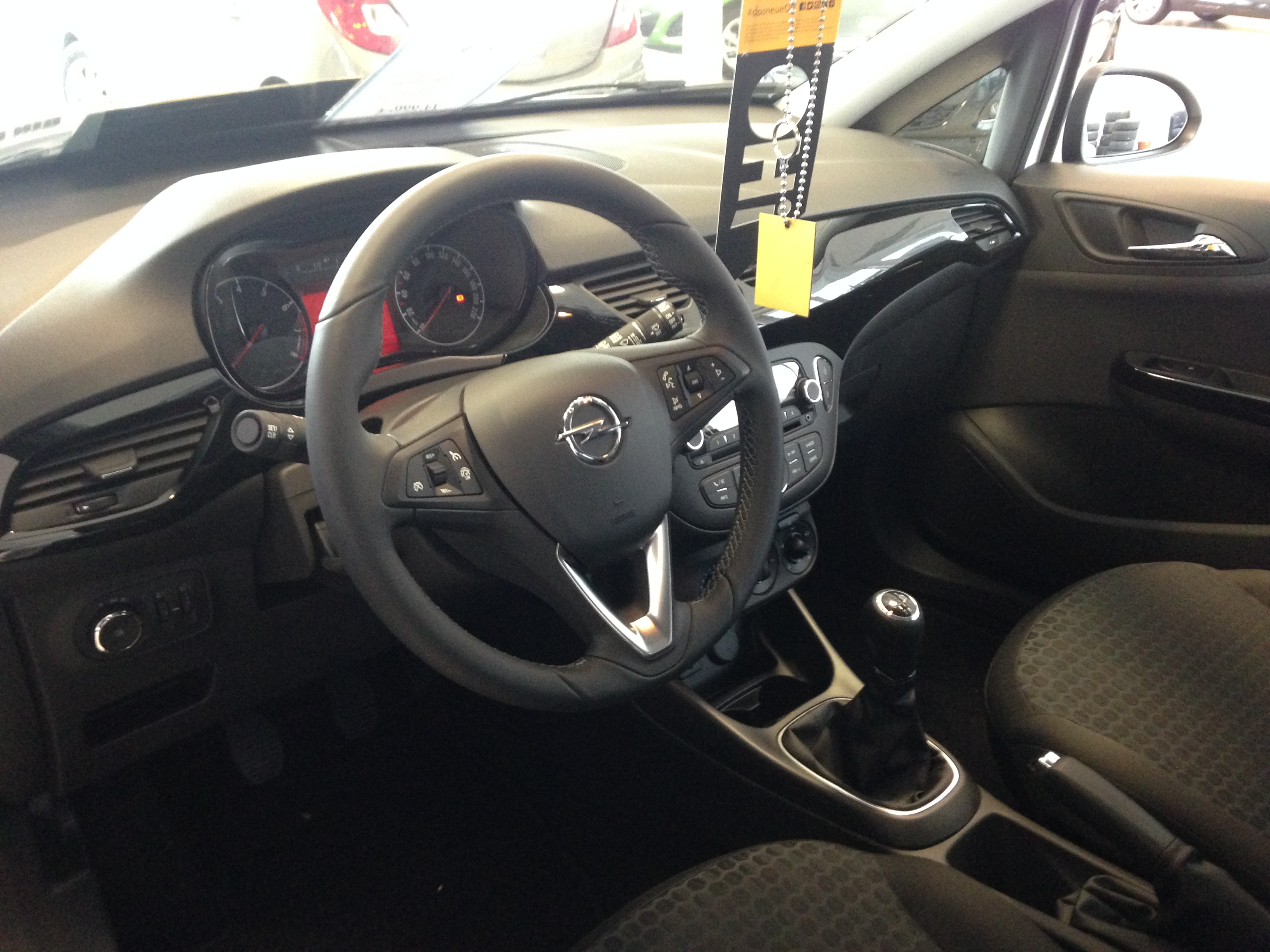
Interni di una Corsa

La Corsa E riprende dalla precedente generazione la generale impostazione della carrozzeria, non soltanto per la tipologia di varianti proposte (ossia due volumi a 3 o a 5 porte), ma anche per quanto riguarda la distribuzione di volumi e proporzioni. All'osservatore superficiale pare quindi come un restyling molto marcato della precedente edizione della Corsa, ma in realtà, come già detto, si tratta di una vettura partorita da un progetto completamente nuovo, sebbene sfrutti la bontà di parecchie soluzioni tecniche già utilizzate in precedenza.
La Corsa E riprende in misura notevole il family feeling con la "sorellina" Adam nata due anni prima. Lo si vede chiaramente dal frontale, dove spicca la grande calandra trapezoidale solcata da due "baffi" ed al centro della quale campeggia un grande logo della Casa. Tipico della Adam è anche il disegno dei gruppi ottici, ma con la novità rappresentata dal lato inferiore tagliato "a gradino". La vista laterale è quella che ricorda maggiormente la parentela tecnica (ed in parte anche di stile) con la precedente Corsa D, e quindi ecco che simile al modello uscente è l'andamento del padiglione e del montante posteriore sia nella versione a 5 porte che in quella a 3 porte. Simili sono anche le forme delle superfici vetrate laterali. Altre novità stilistiche si hanno invece nella zona posteriore, dove spiccano i nuovi gruppi ottici il cui disegno ricorda quello dei gruppi ottici posteriori montati nell'Astra J (che al momento del debutto della Corsa E stava vivendo la sua fase calante).

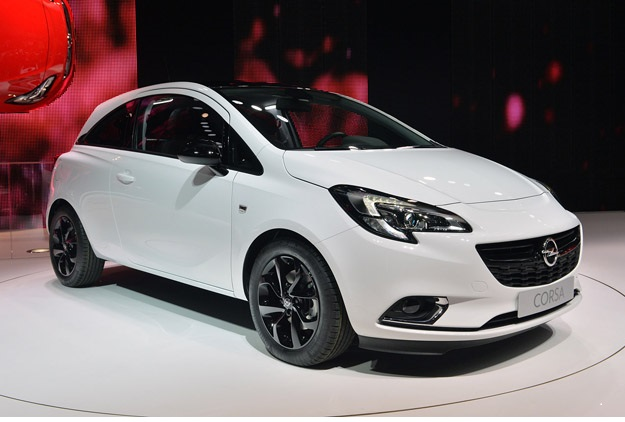
Opel Corsa E B-Color 3 porte

L'abitacolo della Corsa E è caratterizzato dall'impiego di nuovi materiali per la plancia e da una console centrale ridisegnata, con il display del sistema multimediale ora riposizionato in modo da essere più leggibile, così come ridisegnato è anche il cruscotto con relativa strumentazione. In generale, il gruppo plancia-cruscotto-console riprende alcuni temi stilistici propri della Adam. La capacità del bagagliaio in configurazione standard è rimasta invariata a 285 litri, ma abbattendo lo schienale, la capacità massima è salita dai precedenti 1.100 a 1.120 litri (1.090 per la 3 porte).

### Struttura, meccanica e motori
La Corsa E eredita dalla precedente Corsa D l'intera scocca nonché la base meccanica direttamente derivata dal pianale FGA Small di origine Fiat. Tuttavia sul piano tecnico, la nuova generazione rappresenta allo stesso tempo anche una profonda rivisitazione della precedente: infatti, sia la piattaforma ed anche la stessa scocca sono state sottoposte ad aggiornamenti di rilievo, tra cui un subframe anteriore irrigidito, uno sterzo e un assetto rivisti. Il subframe anteriore è costituito da nuovi telaietti supplementari per il sostegno delle sospensioni, ma anche le sospensioni stesse sono state oggetto di aggiornamenti, con geometrie riviste in maniera sostanziale, nuovi ammortizzatori ed un assetto ribassato per un comportamento più deciso in curva ed un baricentro a sua volta ribassato di 5 millimetri.
Al suo debutto la Corsa E è prevista in sette motorizzazioni, di cui cinque a benzina e due a gasolio:
- 1.0 SGE: si tratta della vera novità motoristica nella gamma della Corsa E, costituita dal tricilindrico turbo da 998 cm³ che già aveva fatto il suo debutto poco tempo prima sotto il cofano della Adam e che anche in questo caso è disponibile in due livelli di potenza, ossia 90 e 115 CV;
- 1.2: è la motorizzazione riservata alle Corsa più economiche e consiste nel già collaudato motore da 1229 cm³ con potenza massima di 70 CV;
- 1.4: anche questo motore è stato ampiamente collaudato in altri modelli Opel di anni prima e si tratta dell'unità da 1398 cm³ con potenza massima di 90 CV;
- 1.4 Turbo: non prevista per il mercato italiano, questa motorizzazione è strettamente imparentata con il 1.4 aspirato appena menzionato, salvo per il fatto di essere sovralimentata tramite turbocompressore. Questo motore raggiunge una potenza massima di 100 CV;
- 1.3 CDTI: disponibile in due livelli di potenza (75 e 95 CV), questo motore turbodiesel common rail è l'unità da 1248 cm³ di origine Fiat montato con successo anche in altri modelli Opel, nonché in molti altri modelli ugualmente di successo prodotti con i marchi del Gruppo Fiat. Di quella unità, i componenti che rimangono in comune fra i due gruppi automobilistici sono il basamento e testata. Tutto il resto è stato progettato da zero, tra cui anche la centralina del motore realizzata internamente dalla GM. Tra il 1.3 CDTI da 75 CV e quello da 95 CV ci sono solo alcune lievi differenze. La coppia è la stessa per entrambe le varianti: 190 Nm erogati a 1.500 giri/min fino ai 2500 giri/min della 75 CV, mentre fino ai 3500 giri/min per la variante da 95 CV.

Due le varianti di cambio disponibili di serie: le 1.0 SGE Turbo, in entrambi i livelli di potenza previsti, sono abbinate ad un cambio manuale a 6 marce, mentre le altre unità sono invece previste con una cambio manuale a 5 marce.

## Evoluzione

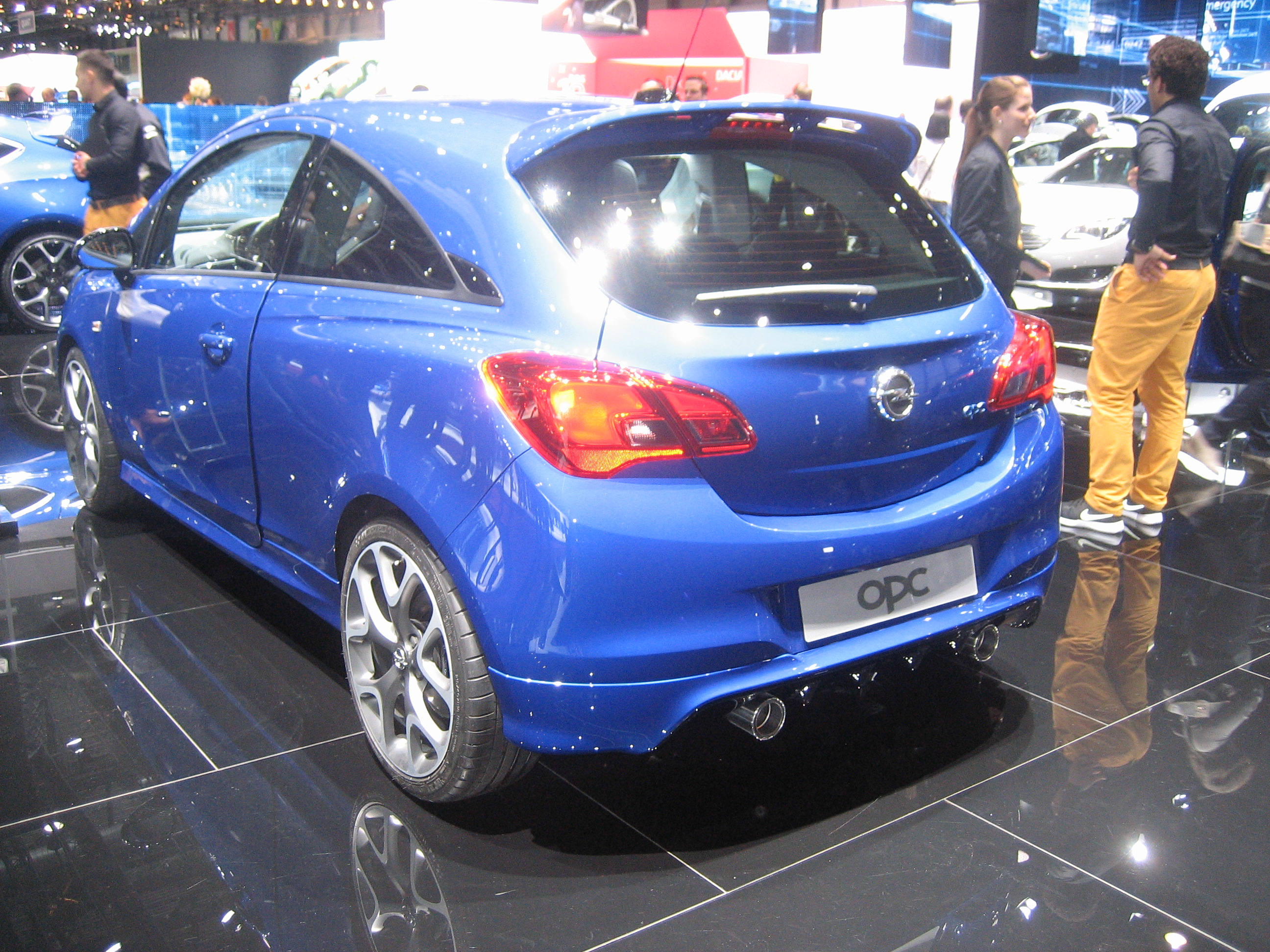
La Corsa OPC era la versione top di gamma

La produzione della Corsa E è stata avviata nel mese di novembre 2014 ed i siti produttivi della vettura sono gli stessi che in passato hanno prodotto le precedenti generazioni della popolare utilitaria tedesca, ossia quello di Eisenach in Turingia (Germania) e quello spagnolo di Saragozza.
Al Salone di Bruxelles del 2015, è stata svelata anche la versione van, basata sulla versione a tre porte e caratterizzata, come di solito avviene in queste tipologie di veicoli, dai vetri posteriori assenti e sostituiti da lamiere. Nell'estate dello stesso anno, la gamma si amplia verso l'alto con l'arrivo delle due versioni sportive: una è la Corsa 1.4 Turbo S, spinta da un 1.4 sovralimentato ed in grado di erogare fino a 150 CV. Si tratta dello stesso motore che già da diversi mesi equipaggia anche la versione di punta della gamma Adam, ossia la Adam S. L'auto si caratterizza a livello estetico per i cerchi in lega da 17 pollici con effetto bicolore, per l'impianto di scarico sportivo e per la grigia anteriore ed il tetto in nero lucido. L'altra versione sportiva, vera top di gamma della Corsa E, è la Corsa 1.6 Turbo OPC, spinta da un motore che la riedizione del vecchio 1.6 sovralimentato della precedente Corsa OPC, opportunamente rivisto ed aggiornato in maniera tale da raggiungere una potenza massima di 207 CV. La coppia massima era invece di 245 Nm erogati tra 1.900 e 5.800 giri, ma si può contare anche su un overboost che innalza il valore di ulteriori 35 Nm per pochi secondi. La potenza viene scaricata a terra in modo progressivo: già dai 2.000 giri la coppia erogata è buona, e cresce sino a quasi 6.000 giri. La velocità è di 230 km/h, e lo “0-100” richiede 6,8 secondi e i consumi sono di 13,3 km/l in media. Il cambio manuale a sei rapporti è rapido negli innesti delle marce, ma non preciso nel inserirle. La OPC ha una tenuta di strada elevata e il rollio è limitato: merito va all'assetto irrigidito della OPC rispetto alle altre versioni che, con l'aggiunta del pacchetto Performance, ha una taratura delle sospensioni ancora più rigida, dischi dei freni maggiorati, cerchi in lega di 18” anziché di quelli di serie che sono da 17” e differenziale autobloccante meccanico. Nella Opel Corsa OPC si possono avere molti equipaggiamenti di sicurezza sia attiva che passiva di solito riservati ad auto di categoria superiore come ad esempio i sensori che rilevano la presenza di altri veicoli nell'angolo cieco.  Un'altra novità relativa all'estate 2015 riguarda l'ingresso in gamma della versione bi-fuel a GPL, con motore 1.4 da 90 CV.
Nel settembre 2018 la versione OPC è uscita di produzione insieme alla S, entrambe sostituite dalla versione GSi (che sta per Grand Sport injection) con un motore 1.4 da 150 CV. Tale aggiornamento fu il primo passo verso la fine della carriera commerciale della Corsa E: il 5 maggio del 2019, dalle linee di montaggio di Eisenach uscì l'ultimo esemplare di Opel Corsa dopo 26 anni di onorata attività, lasciando al solo stabilimento di Saragozza il compito di assemblare gli ultimi lotti dell'utilitaria tedesca prima del suo definitivo pensionamento.

## Riepilogo caratteristiche
Di seguito vengono riepilogate le caratteristiche relative alle varie versioni della gamma della Corsa E:
| Modello | Motore | Cilindrata cm³ | Alimentazione                        | Potenza CV/rpm | Coppia Nm/rpm  | Cambio/ N°rapporti | Massa a vuoto (kg) | Velocità max | Acceler. 0-100 km/h | Consumo (l/100 km) | Emissioni CO2 (g/km) | Produzione      |
| Versioni a benzina |        |                |                                      |                |                |                    |                    |              |                     |                    |                      |                 |
| Corsa 1.0 SGE Turbo (90 CV) | B10XFL | 998            | Iniezione diretta + turbocompressore | 90/ 3700-6000  | 170/ 1800-3700 | Manuale 6 marce    | 1.088              | 180          | 11"9                | 4.3                | 102                  | 11/2014-12/2018 |
| Corsa 1.0 SGE Turbo (115 CV) | B10XFT | 998            | Iniezione diretta + turbocompressore | 115/ 5000-6000 | 170/ 1800-4500 | Manuale 6 marce    | 1.088              | 195          | 10"3                | 4.9                | 115                  | 11/2014-06/2018 |
| Corsa 1.2 | B12XEL | 1229           | Iniezione indiretta                  | 70/5600        | 115/4000       | Manuale 5 marce    | 1.045              | 162          | 16"                 | 5.4                | 126                  | 11/2014-06/2019 |
| Corsa 1.4 (75 CV)1 | B14XEJ | 1398           | Iniezione indiretta                  | 75/ 4200-6000  | 130/4000       | Manuale 5 marce    | 1.066              | 167          | 14"                 | 5.8                | 132                  | 02/2018-06/2019 |
| Corsa 1.4 (90 CV) | B14XEL | 1398           | Iniezione indiretta                  | 90/6000        | 130/4000       | Manuale 5 marce    | 1.066              | 175 (170)    | 13"2 (13.9)         | 5.2 (6.0)          | 117                  | 11/2014-06/2019 |
| Corsa 1.4 Ecoflex | B14XEL | 1398           | Iniezione indiretta                  | 90/6000        | 130/4000       | Manuale 5 marce    | 1.066              | 175          | 13"2 (13.9)         | 5" (4.8)           | 117                  | 11/2014-06/2017 |
| Corsa 1.4 Turbo2 | B14NEJ | 1364           | Iniez. indiretta + turbocompressore  | 100/ 3500-6000 | 200/ 1850-3500 | Manuale 6 marce    | 1.090              | 185          | 11"                 | 5.3                | 123                  | 11/2014-06/2019 |
| Corsa 1.4 Turbo S3 | B14NEH | 1364           | Iniez. indiretta + turbocompressore  | 150/ 4900-5500 | 220/ 2750-4500 | Manuale 6 marce    | 1.066              | 207          | 8"9                 | 5.8                | 132                  | 08/2015-06/2019 |
| Corsa 1.6 Turbo OPC | B16LES | 1598           | Iniez. indiretta + turbocompressore  | 207/5850       | 245/ 1900-5850 | Manuale 6 marce    | 1.218              | 230          | 6"8                 | 7.6                | 174                  | 07/2015-05/2018 |
| Versioni a gasolio |        |                |                                      |                |                |                    |                    |              |                     |                    |                      |                 |
| Corsa 1.3 CDTI (75 CV) | B13DTC | 1248           | Turbodiesel common rail              | 75/3750        | 190/ 1500-2500 | Manuale 5 marce    | 1.124              | 164          | 14"8                | 3.8                | 100                  | 11/2014-06/2018 |
| Corsa 1.3 CDTI (95 CV) | B13DTE | 1248           | Turbodiesel common rail              | 95/3500        | 190/ 1500-3500 | Manuale 5 marce    | 1.124              | 182          | 11"9 (13.5)         | 3.3                | 87                   | 11/2014-06/2017 |
| Versioni a GPL |        |                |                                      |                |                |                    |                    |              |                     |                    |                      |                 |
| Corsa 1.4 GPL-Tech | B14XEJ | 1398           | Iniezione elet. + GPL                | 90/6000        | 130/4000       | Manuale 5 marce    | 1.124              | 175          | 13"9                | 5.7                | 129                  | 07/2015-12/2018 |
| Note: 1Solo per alcuni mercati fra cui quello italiano 2Non per il mercato italiano 3dal settembre 2018, la denominazione cambia GSi |        |                |                                      |                |                |                    |                    |              |                     |                    |                      |                 |

1. 1 2 3 4  Opzionale: Automatico 6 marce
2. 1 2 3 4 5  Opzionale: Easytronic 5 marce
3. ↑  280 Nm con overboost